# 米德韋 (佛羅里達州塞米諾爾縣)
米德韋（英語：Midway）是位於美國佛羅里達州塞米諾爾縣的一個人口普查指定地區。

## 地理
米德韋的座標為28°47′23″N 81°13′44″W / 28.78972°N 81.22889°W，而該地最高點為海拔高度14米（即46英尺）。

## 人口
根據2010年美國人口普查的數據，米德韋的面積為3.60平方千米，當中陸地面積為3.60平方千米，而水域面積為0.00平方千米。當地共有人口1714人，而人口密度為每平方千米476人。